# Maddalena (1971)
Maddalena is een Italiaans-Joegoslavische dramafilm uit 1971, geregisseerd door Jerzy Kawalerowicz.

## Verhaal
Maddalena is een jonge, vrijgevochten vrouw die erotische feesten bijwoont terwijl ze gescheiden is van haar man, die haar niet wil scheiden, na een schijnbaar auto-ongeluk. Ze is gevoelig voor vreemde en erotische flashbacks, waarvan sommige met bijbelse betekenis, waardoor de grens tussen de realiteit en haar eigen fantasieën vervaagt. Op een feest wordt een geblinddoekte priester voor haar geleid en ze besluit hem te proberen te verleiden, waarbij ze hem misschien als haar redding beschouwt.

## Rolverdeling
| Acteur          | Personage              |
| --------------- | ---------------------- |
| Lisa Gastoni    | Maddalena              |
| Eric Woofe      | Priester               |
| Ivo Garrani     | Maddalena's echtgenoot |
| Paolo Gozlino   | Visser                 |
| Barbara Pilavin | Priester's moeder      |
| Ezio Marano     | Priesterhulp           |

## Filmmuziek
De soundtrack werd gecomponeerd door Ennio Morricone en bevat het bekende muziekstuk "Chi Mai" (Italiaans: wie dan ook) dat later ook werd gebruikt bij de film Le Professionnel uit 1981, ook gecomponeerd door Morricone.

## Release
De film werd op 19 november 1971 in New York in de bioscoop uitgebracht, terwijl de release in Italië werd uitgesteld tot 1972 vanwege problemen met censuur.